# 1955年オーストラリア選手権 (テニス)
1955年 オーストラリア選手権（1955ねんオーストラリアせんしゅけん、1955 Australian Championships）に関する記事。オーストラリア・アデレード市内にある「メモリアル・ドライブ・テニスクラブ」にて開催。

## 大会の流れ
- 男子シングルス・女子シングルスとも「32名」の選手による5回戦制で行われた。シード選手は男子16名、女子8名。男女とも「1回戦不戦勝」（抽選表では“Bye”と表示）はない。

## シード選手

### 男子シングルス
1. ケン・ローズウォール　（優勝、2年ぶり2度目）
2. ビック・セイシャス　（ベスト8）
3. レックス・ハートウィグ　（ベスト4）
4. トニー・トラバート　（ベスト4）
5. ルー・ホード　（準優勝）
6. スベン・デビッドソン　（2回戦）
7. メルビン・ローズ　（ベスト8）
8. レナート・ベルゲリン　（ベスト8）
9. ドン・キャンディ　（1回戦）
10. ロジャー・ベッカー　（2回戦）
11. ニール・フレーザー　（2回戦）
12. （抽選表上で欠落）
13. ジョージ・ワーシントン　（2回戦）
14. マイク・グリーン　（2回戦）
15. アシュレー・クーパー　（ベスト8）
16. ジェラルド・モス　（2回戦）

### 女子シングルス
1. テルマ・コイン・ロング　（準優勝）
2. ベリル・ペンローズ　（初優勝）
3. ジェニファー・ステーリー　（ベスト4）
4. メアリー・カーター　（ベスト4）
5. フェイ・ミュラー　（ベスト8）
6. ダフネ・シーニー　（2回戦）
7. ロリス・ニコルズ　（2回戦）
8. ノーマ・エリス　（ベスト8）

## 大会経過

### 男子シングルス
準々決勝
- ケン・ローズウォール vs.  アシュレー・クーパー　6-4, 6-2, 6-0
- トニー・トラバート vs.  メルビン・ローズ　7-5, 4-6, 6-3, 6-1
- ルー・ホード vs.  ビック・セイシャス　4-6, 6-3, 6-4, 8-6
- レックス・ハートウィグ vs.  レナート・ベルゲリン　4-6, 6-2, 4-6, 6-4, 6-3

準決勝
- ケン・ローズウォール vs.  トニー・トラバート　8-6, 6-3, 6-3
- ルー・ホード vs.  レックス・ハートウィグ　6-1, 6-4, 6-4

### 女子シングルス
準々決勝
- テルマ・コイン・ロング vs.  ノーマ・エリス　6-0, 6-3
- メアリー・カーター vs.  フェイ・ミュラー　4-6, 6-2, 6-3
- ジェニファー・ステーリー vs.  ネル・ホール・ホップマン　6-3, 6-0
- ベリル・ペンローズ vs.  メアリー・ベヴィス・ホートン　6-1, 1-6, 8-6

準決勝
- テルマ・コイン・ロング vs.  メアリー・カーター　6-2, 6-1
- ベリル・ペンローズ vs.  ジェニファー・ステーリー　6-4, 8-6

## 決勝戦の結果
- 男子シングルス： ケン・ローズウォール vs.  ルー・ホード　9-7, 6-4, 6-4
- 女子シングルス： ベリル・ペンローズ vs.  テルマ・コイン・ロング　6-4, 6-3
- 男子ダブルス： ビック・セイシャス＆ トニー・トラバート vs.  ケン・ローズウォール＆ ルー・ホード　6-3, 6-2, 2-6, 3-6, 6-1
- 女子ダブルス： メアリー・ベヴィス・ホートン＆ ベリル・ペンローズ vs.  ネル・ホール・ホップマン＆ グウェン・シール　7-5, 6-1
- 混合ダブルス： ジョージ・ワーシントン＆ テルマ・コイン・ロング vs.  ルー・ホード＆ ジェニファー・ステーリー　6-2, 6-1